# 28 dagar senare
28 dagar senare (originaltitel: 28 Days Later) är en brittisk postapokalyptisk science fiction-skräckfilm från 2002 i regi av Danny Boyle och filmmanus skrivet av Alex Garland. Filmen hade premiär den 1 november 2002, i Storbritannien och på Irland. Den hade svensk premiär den 14 februari 2003.
2007 hade uppföljaren 28 veckor senare premiär.

## Handling
En grupp djurrättsaktivister bryter sig in i ett laboratorium någonstans i London. De befriar ett antal schimpanser som används som försöksdjur. Dock visar det sig att aporna är smittade av ett mycket smittsamt virus, som forskarna kallar "Raseri", som gör att den smittade drabbas av blind vrede. Viruset sprider sig snabbt.
28 dagar senare vaknar Jim (Cillian Murphy) upp från koma i ett sjukhus. Han vandrar runt sjukhuset och ut på Londons gator, som är helt ödelagda. I en kyrka stöter han på en präst som beter sig underligt och snart upptäcker Jim att något är fel. Han blir anfallen av en grupp infekterade, men räddas av Selena (Naomie Harris) och Mark (Noah Huntley) som förklarar att ett virus har spridits och det återstår få levande. Genom ljusbelysning i en byggnad hittar de två överlevande, Frank (Brendan Gleeson) och hans dotter Hannah (Megan Burns). Nu väntar en kamp för överlevnad.

## Medverkande i urval
| Cillian Murphy        | – Jim                |
| Naomie Harris         | – Selena             |
| Megan Burns           | – Hannah             |
| Brendan Gleeson       | – Frank              |
| Christopher Eccleston | – Henry West, major  |
| Luke Mably            | – Clifton, menig     |
| Alexander Delamere    | – Mr. Bridges        |
| Kim McGarrity         | – Mr. Bridges dotter |

## Om filmen
- Början på filmen är direkt lånad från filmen Triffidernas dag från 1962.
- Viruset i filmen, "Raseri" (Rage), är tydligt inspirerat av rabies.